# Мария Вюртембергская (1818—1888)
Мария Вюртембергская (нем. Maria von Württemberg, 25 марта 1818 года Карлсруэ — 10 апреля 1888, Филипсталь) — герцогиня Вюртембергская, дочь герцога Евгения Вюртембергского и его первой жены принцессы Матильды Вальдек-Пирмонтской, в браке — ландграфиня Гессен-Филипстальская.

## Биография
Мария стала старшей дочерью герцога Вюртембергского Евгения и его первой жены принцессы Матильды Вальдек-Пирмонтской. Мать умерла, когда девочке было 7 лет. Отец вступил во второй брак с принцессой Еленой Гогенлоэ-Лангенбургской, которая родила ему четверых детей.
9 октября 1845 года Мария вступила в брак с Карлом II Гессен-Филипстальским, который стал владетельным ландграфом Гессен-Филипсталя. У них родилось двое детей:
- Эрнст (1846—1925) — ландграф Гессен-Филипсталя, женат не был, по этой причине линия Гессен-Филипсталя прервалась;
- Карл (1853—1916), детей не имел.

После Австро-прусской войны 1866 года ландграфство было присоединено к Пруссии, что привело к тому, что Мария и её супруг потеряли свой титул. Умерла 10 апреля 1888 года в возрасте 70 лет.

## Титулы
- 25 марта 1818 — 9 октября 1845: Её Королевское Высочество Герцогиня Вюртембергская
- 9 октября 1845 — 10 апреля 1888: Её Высочество Ландграфиня Гессен-Филипстальская